# Sankt Johann im Pongau
Sankt Johann im Pongau osztrák város, Salzburg tartomány Sankt Johann im Pongau-i járásának központja. 2018 januárjában 10 944 lakosa volt. 

## Elhelyezkedése

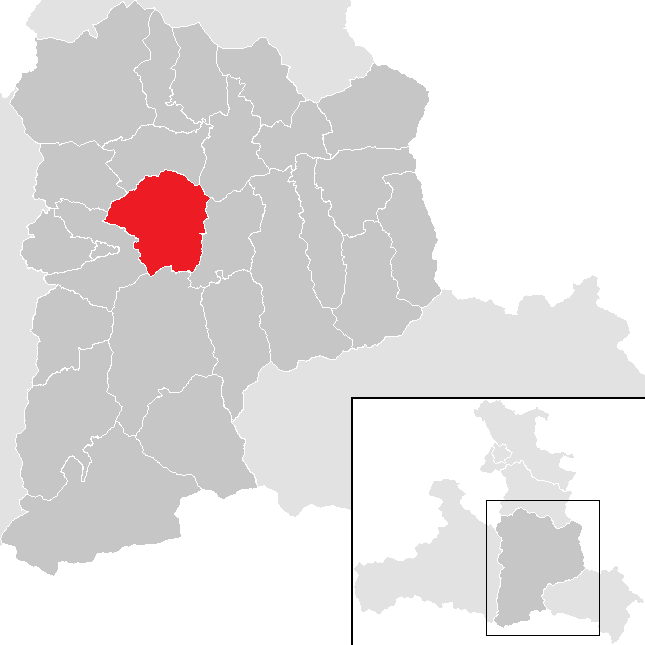
Sankt Johann im Pongau a St. Johann im Pongau-i járásban

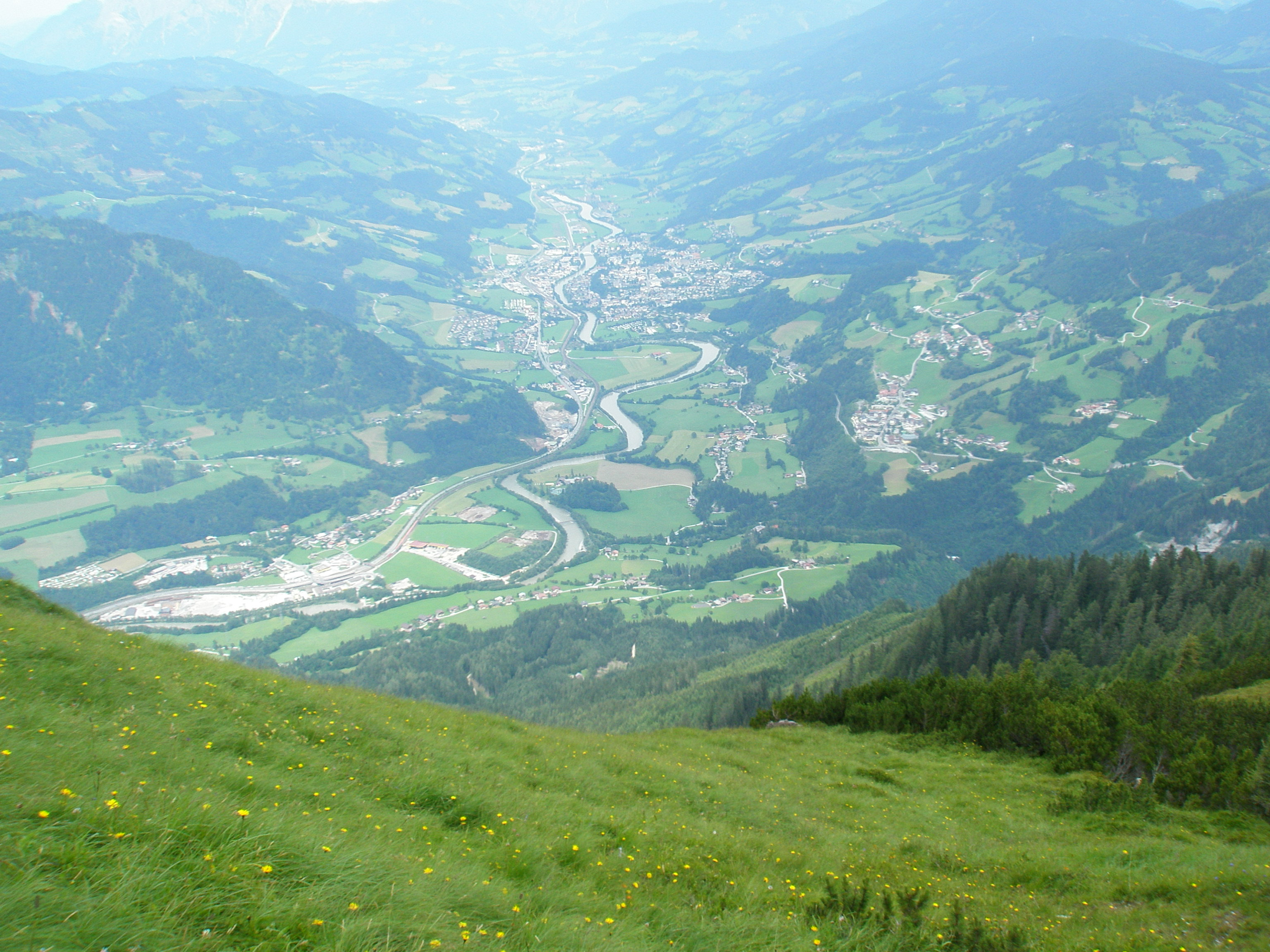
Sankt Johann im Pongau látképe

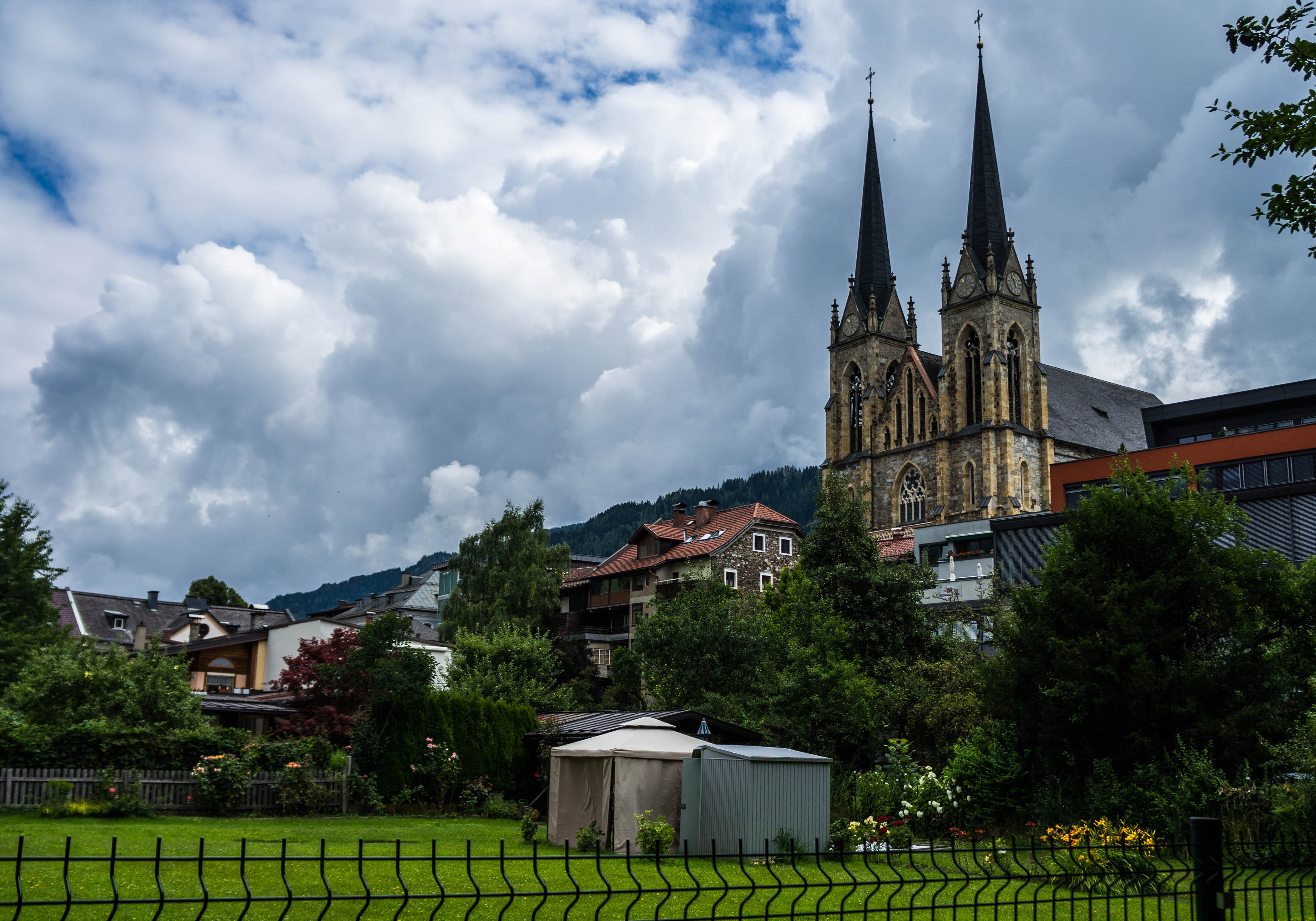
A Keresztelő Szt. János-plébániatemplom

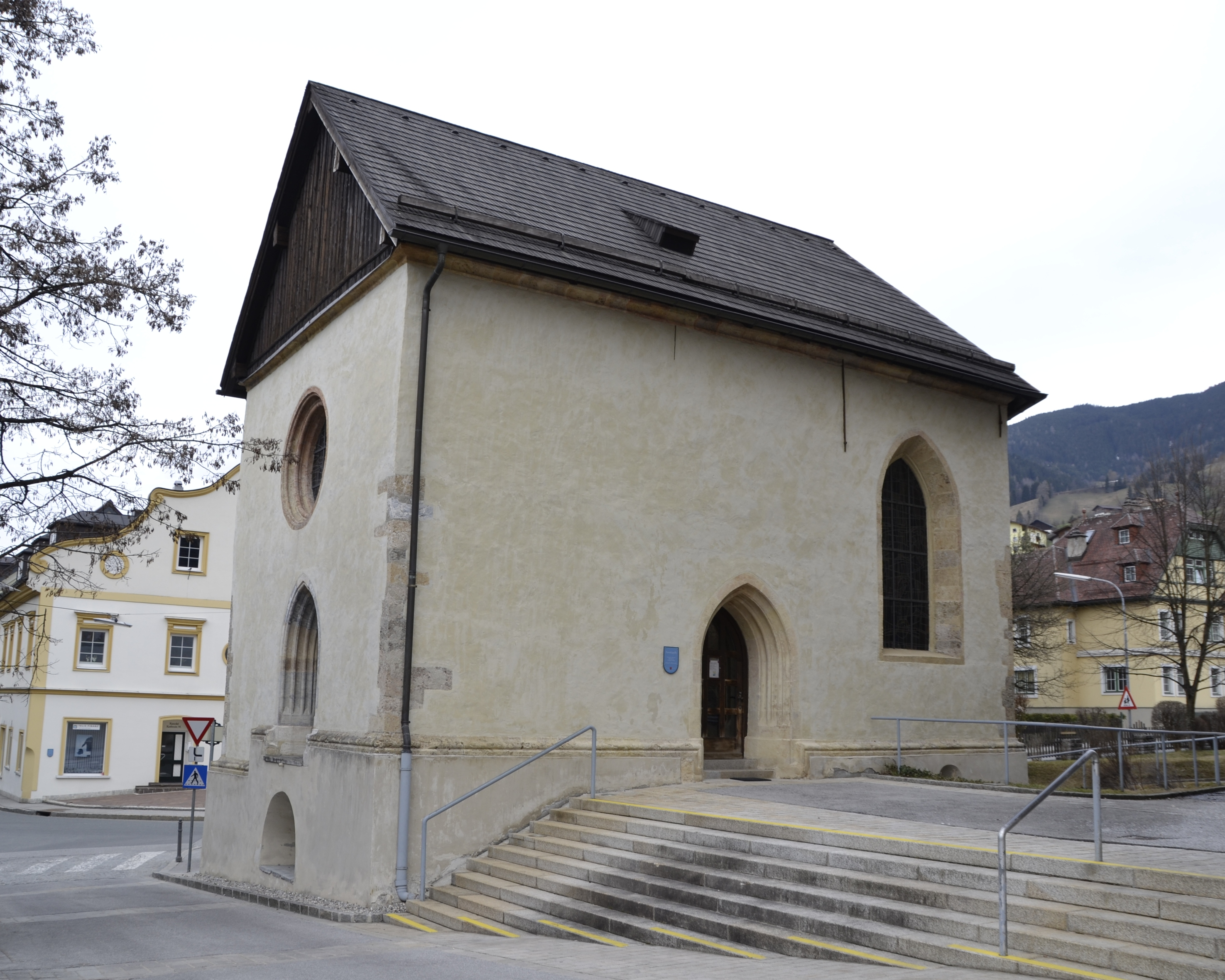
A Szt. Anna-kápolna

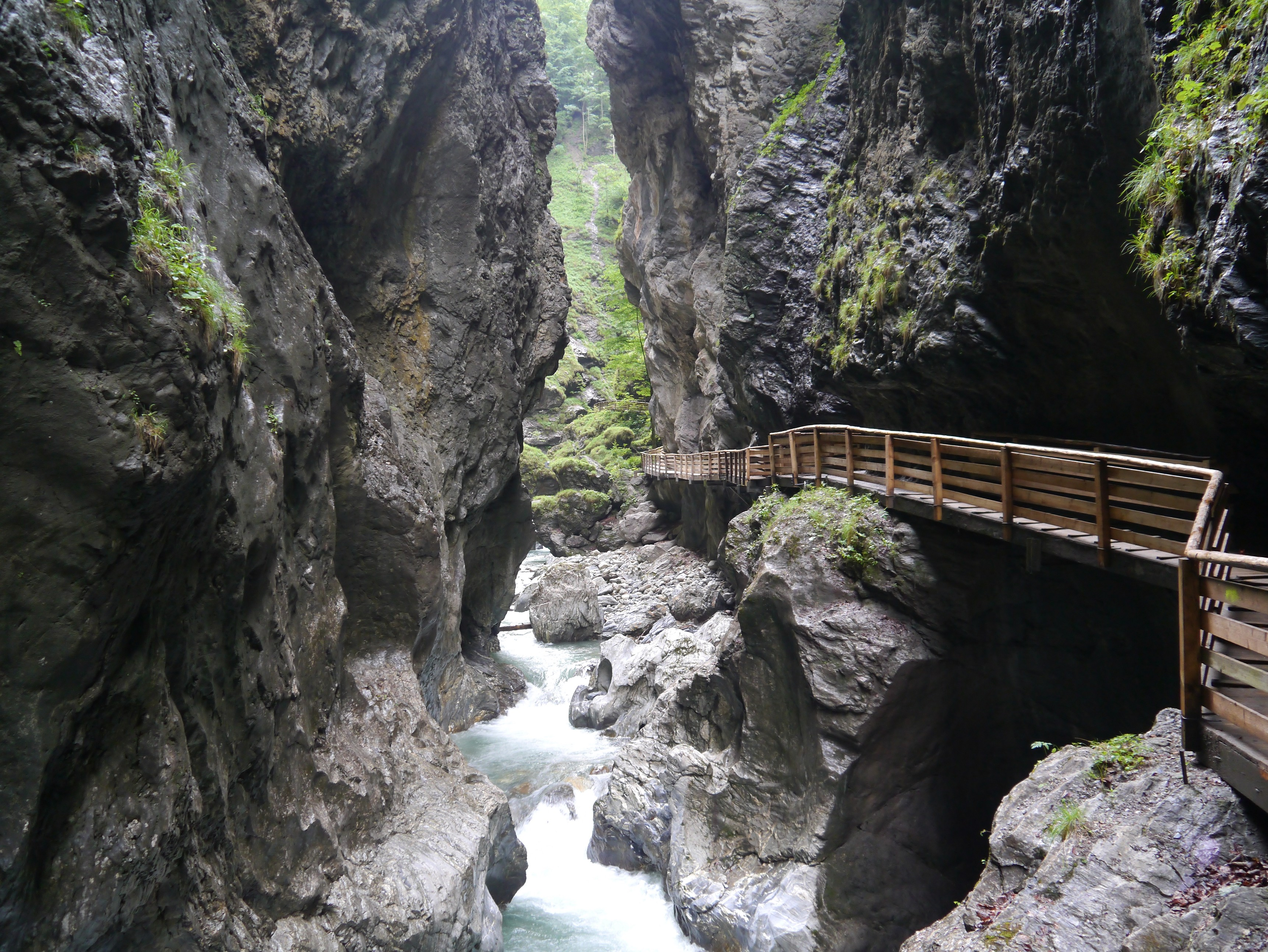
A Liechtenstein-szurdok

Sankt Johann im Pongau Salzburg tartomány Pongau régiójában fekszik a Salzach folyó mentén, kb. 50 km-re délre Salzburg városától. A várost három hegység veszi körbe: északon a Salzburgi Pala-Alpok, délkeleten az Alacsony-Tauern, délnyugaton pedig a Magas-Tauern. Az önkormányzat 10 településrészt és falut egyesít: Einöden (286 lakos 2018-ban), Floitensberg (151), Ginau (32), Hallmoos (48), Maschl (770), Plankenau (1722), Reinbach (2253), Rettenstein (689), Sankt Johann im Pongau (4690) és Urreiting (303).
A környező önkormányzatok: északra Bischofshofen, északkeletre Hüttau, keletre Wagrain, délre Großarl, nyugatra Sankt Veit im Pongau, északnyugatra Mühlbach am Hochkönig.
Fekvése közlekedési szempontból igen kedvező, mivel északi szomszédja (Bischofshofen) fontos vasúti és közúti, déli szomszédja (Schwarzach im Pongau) pedig fontos vasúti csomópont. A városon halad át a A10-es autópályát Zell am See-vel összekötő 311-es út, valamint a Salzburg-Wörgl vasúti fővonal.

## Története
St. Johann területe már a bronzkorban, kb i.e. 2000 körül is lakott volt és a környéken rezet bányásztak. Egyes feltételezések szerint a római időkben erre haladt a Virunum-Iuvaum közötti út; ebben az esetben Vocario pihenőállomást St. Johann helyén létesítették.
Templomát először 924-ben említik a püspöki oklevelek, míg a település neve írásban (ad sanctum Johannem) elsőként 1024-ben fordul elő. 1290-ben mezővárosi jogokat kapott. Az 1348-as nagy pestisjárvány súlyosan érintette St. Johannt, 1350-re lakossága 350 körülre esett vissza. 
A reformációt követő 1525/26-os parasztháborúban St. Johann a protestánsok oldalára állt és kifosztották. A 16-17. században jól fejlődött, 1672-ben önálló járásbírósági központot hoztak létre. 1731-ben a salzburgi érsek kiűzte a protestánsokat az érsekségből; St. Johann lakosságának 70%-a, mintegy 2500 fő kényszerült Németország északi részére költözni. 1855-ben egy tűzvészben a település jelentős része elpusztult. 
Ausztria 1938-ban csatlakozott a Német Birodalomhoz, St. Johannt pedig Salzburg reichsgauba sorolták. Nevét 1939 decemberében Markt Pongaura változtatták (1945-ben visszakapta régi nevét). A mezőváros nemzetiszocialista polgármestere Hans Kappacher volt, akit később, az 50-es években ismét megválasztottak és a városi tanács díszpolgárrá választotta. 1940-ben a halleini ferencesrendi apácarendet, amely az 1720-as évek óta működött a mezővárosban, elűzték. 1941-ben hadifogolytábort létesítettek (Stalag XVIII C (317)), ahol mintegy 30 ezer foglyot őriztek; a személyzet létszáma ezer körül volt. Az éhezés, betegségek és a hideg következtében összesen mintegy 4 ezer szovjet hadifogoly halt meg a táborban; részükre létesítették az ún. orosz temetőt. 
A világháború után St. Johann gazdaságában egyre jelentősebb szerepet játszott az idegenforgalom, fontos tagja a Salzburger Sportwelt és a Ski amadé télisport-szövetségeknek. Az 1970-es években St. Johannban hozták létre a katonai légiirányítás egyik központját (ún. Goldhaube), valamint egy bunkerrendszert, amely háború esetén menedéket nyújt a kormány tagjainak. 2000-ben St. Johannt városi rangra emelték. 

## Lakosság
A Sankt Johann im Pongau-i önkormányzat területén 2017 januárjában 10 944 fő élt. A lakosságszám 1923 óta gyarapodó tendenciát mutat. 2016-ban a helybeliek 84,4%-a volt osztrák állampolgár; a külföldiek közül 2,4% a régi (2004 előtti), 5,6% az új EU-tagállamokból érkezett. 5,9% a volt Jugoszlávia (Szlovénia és Horvátország nélkül) vagy Törökország, 1,7% egyéb országok polgára. 2001-ben a lakosok 78,1%-a római katolikusnak, 2,9% evangélikusnak, 7,2% mohamedánnak, 7,4% pedig felekezet nélkülinek vallotta magát. Ugyanekkor 22 magyar élt a városban; a német (88,1%) mellett a legnagyobb nemzetiségi csoportot a törökök (5,2%) és a horvátok (2,6%) alkották. 
A lakosság számának változása:
| Lakosok száma | 10 945 | 10 944 | 11 235 |
|               | 2016   | 2018   | 2020   |

## Látnivalók
- a Keresztelő Szt. János-plébániatemplom mai formájában 1855-ben épült újjá a nagy tűzvész után, neogótikus stílusban. Tornya 1871-ben leomlott, a rekonstrukció során két tornyot kapott.
- a templom mellett található a város egyetlen gótikus épülete, amely túlélte a tűzvészt, a Szt. Anna-kápolna. Érdekessége, hogy kétszintes; az eredeti épület a talajba süllyedt, emiatt épült a ma használt felső szint 1340 körül.
- a neogótikus ginaui kápolna
- az Artúr-táró (Arthurstolle) bronzkori rézbánya járatrendszere. A hatóságok balesetveszély miatt lezárhatják.
- a Liechtenstein-szurdok

## Híres St. Johann-iak
- Petra Kronberger (1969-) olimpiai bajnok alpesi síző

## Fordítás
- Ez a szócikk részben vagy egészben  a   Sankt Johann im Pongau című német Wikipédia-szócikk ezen változatának fordításán alapul.  Az eredeti cikk szerkesztőit annak laptörténete sorolja fel. Ez a jelzés csupán a megfogalmazás eredetét és a szerzői jogokat jelzi, nem szolgál a cikkben szereplő információk forrásmegjelöléseként.